# Massimo Maccarone
Massimo Maccarone (* 6. September 1979 in Galliate) ist ein ehemaliger italienischer Fußballspieler und heutiger Fußballtrainer.

## Spielerkarriere

### Im Verein
Er begann seine Karriere in der Jugend des AC Mailand. Zwischen 1998 und 2000 spielte er auf Leihbasis für die Vereine FC Modena, AC Prato und AS Varese in der Serie C, ehe er von 2000 bis 2002 vom Serie-B-Klub FC Empoli unter Vertrag genommen wurde.
2002 wechselte der Offensiv-Allrounder, der hauptsächlich im Sturm spielt, zum FC Middlesbrough in die englische Premier League. In der Saison 2004/05 wurde er zunächst an den FC Parma und in der Rückserie an den AC Siena in die italienische Serie A verliehen, ehe er zur Saison 2005/06 zum FC Middlesbrough zurückkehrte.
Im UEFA-Pokal 2005/06 schoss Maccarone im Viertel- und Halbfinalrückspiel jeweils das entscheidende vierte Tor für seine Mannschaft und hatte so entscheidenden Anteil am Finaleinzug des FC Middlesbrough. Im Januar 2007 verließ er Middlesbrough und kehrte zum AC Siena zurück. Im Juni 2010 unterzeichnete er bei US Palermo einen auf drei Jahre befristeten Vertrag mit Option auf ein weiteres Jahr. Bei Palermo erhielt Maccarone regelmäßig Spielpraxis, war jedoch selten in der Startelf, weshalb er schon in der nächsten Transferperiode erneut den Verein wechselte, indem er sich Sampdoria Genua anschloss.
Im Sommer 2012 wechselte Maccarone, zunächst auf Leihbasis, erneut zum FC Empoli. Dieser verpflichtete ihn kurz darauf. In Empoli wurde Maccarone Leistungsträger un später auch Mannschaftskapitän. In der Spielzeit 2013/14 gelang ihm mit der Mannschaft der Aufstieg in die Serie A. Er ist nach Francesco Tavano der erfolgreichste Torschütze der Vereinsgeschichte.
Im Sommer 2017 wechselte Maccarone zu Brisbane Roar. Nach einem Jahr in Australien kehrte Maccarone nach Italien zurück und spielte bis zu seinem Karriereende im Jahr 2020 noch zwei Spielzeiten für Carrarese Calcio.

### In der Nationalmannschaft
Im Jahr 2002 bestritt Maccarone zwei Spiele für die italienische Nationalmannschaft. Bei seinem Debüt am 21. März beim 2:1-Sieg in Leeds gegen England war er der erste Spieler aus der Serie B seit 20 Jahren, der in der italienischen Nationalmannschaft eingesetzt wurde.

## Trainerkarriere
Maccarone wurde nach seinem Karriereende bei Carrarese Calcio Assistent seines bisherigen Trainers Silvio Baldini. Von 2022 bis 2023 trainierte Maccarone den Verein Ghiviborgo, ehe er im Jahr 2023 Piacenza Calcio 1919 übernahm. Aufgrund schlechter Ergebnisse wurde er in Piacenza jedoch nach kurzer Zeit von seinen Aufgaben entbunden.

## Erfolge
- Torschützenkönig der U-21-Europameisterschaft 2002
- League Cup: 2003/04 (mit dem FC Middlesbrough)
- Aufstieg in die Serie A: 2013/14